# Françoise Rétif
Françoise Rétif, née à Paris le 3 juillet 1955,,, est une spécialiste des littératures allemande, autrichienne et française des XXe et XXIe siècles, essayiste et  traductrice.

## Biographie
Après un séjour de cinq ans en Italie comme enseignante de littérature française à l'Université de Bologne et attachée de coopération universitaire et éducative, elle est entrée dans l'université française d'abord comme maître de conférences à l'université de Franche-Comté (1993-2000), puis comme professeure à l'université de Rouen (à partir de 2000).
De 2004 à 2012, elle a dirigé le Centre de Recherche sur l’Autriche et l’Allemagne (CR2A) à l’Université de Rouen.
De 2009 à 2010, elle a été professeure invitée à la Freie Universität Berlin.
Elle a été invitée dans de nombreuses universités étrangères (Rome, Vienne, Salzbourg, Ottawa, Wuppertal, Berlin, Lausanne, Hanovre, Brême, Osnabrück, Bochum, Belfast, etc.). De 2012 à 2017, elle est détachée auprès du MAEDI comme Attachée de Coopération Universitaire de l'Ambassade de France et Directrice de l'Institut français Bonn situé au sein de la Rheinische Friedrich-Wilhelms-Universität Bonn,.
Elle est professeure émérite depuis 2020.

## Thèmes de recherche
Ses travaux de recherche ont porté en premier lieu sur le romantisme/premier romantisme allemands. Puis ils se sont focalisés sur la littérature féminine du XXe siècle (allemande, autrichienne et française), l'étude des mythes ou de la réécriture des mythes par les autrices et le lien entre mythes et genres.
La recherche qu’elle mène s'est toujours située à l'articulation de plusieurs disciplines (littératures, philosophie, anthropologie, études de genre, études de mythes), la littérature étant considérée comme une archive de l'histoire des mentalités et des formes symboliques.
Les outils conceptuels qu'elle utilise proviennent du renouvellement opéré par les "Geisteswissenschaften" vers les "Kulturwissenschaften" dans l'espace germanophone.
Elle a édité et traduit un certain nombre d'œuvres, en particulier des inédits d'Achim von Arnim (Mélusine et autres contes, Corti, 1996,) et des poèmes d'Ingeborg Bachmann (Toute personne qui tombe a des ailes. Poèmes 1942-1967, Gallimard, collection Poésie, 2015. Réédition 2016).
Elle co-dirige les collections "Les mondes germaniques" aux éditions de L'Harmattan en collaboration avec Gérard Laudin et la collection "Deutschland und Frankreich im wissenschaftlichen Dialog"/Le dialogue scientifique franco-allemand", Verlagsgruppe Vandenhoeck & Ruprecht, V&R Unipress/Bonn University Press, en collaboration avec Véronique Gély, Willi Jung et Nicolas Werner.

## Traductions
- Mélusine et autres contes, contes inédits de Achim von Arnim, édition, préface et traduction de F. Rétif, Corti, Collection romantique, 1996, 250 p.
- Ingeborg Bachmann. Numéro 130 spécial Ingeborg Bachmann de la revue Poésie (nouveaux textes, nouvelles traductions et articles), Belin, mars-avril 2010.
- Ingeborg Bachmann, Journal de guerre, préface et traduction Françoise Rétif, Actes Sud, 2011.
- Ingeborg Bachmann, Toute personne qui tombe a des ailes. Poèmes 1942-1967. Édition, introduction, traduction et notes par F.R., Paris, Gallimard, collection „Poésie“, 2015, réédition 2016, 589 p.
- Traductions dans les revues littéraires en ligne :

1. - Œuvres ouvertes (http://oeuvresouvertes.net/spip.php?rubrique31)
2. - Poezibao (http://poezibao.typepad.com/poezibao/2010/03/dossier-ingeborg- bachmann-par-françoise-rétif.htm)

## Ouvrages individuels et direction d'ouvrages collectifs
- "Simone de Beauvoir et Ingeborg Bachmann : Tristan ou l'androgyne ?", Berne, Peter Lang, Collection Universitaire Européenne, 215 p., 1989[12]
- "Simone de Beauvoir. L'autre en miroir", essai, Paris, Éditions de l'Harmattan, 192 p., 1998[13]
- "Ingeborg Bachmann", Paris, Belin, collection „Voix allemandes“ dirigée par Michel Espagne 225 p., 2008[14]
- "Lectures de femmes", Éditions de l'Harmattan, collection Bibliothèque du Féminisme, 205 p., 2002[15]
- "Lectrices. La littérature au miroir des femmes, sous la direction Marianne Camus et Françoise Rétif", EUD, 120 p., 2004[16]
- "L'Indicible dans l’espace franco-germanique au XXe siècle", L’Harmattan, collection "Les mondes germaniques", 275 p., 2004[17]
- "Mythos und Geschlecht/Mythes et différences des sexes", sous la direction Françoise Rétif et Ortrun Niethammer, Heidelberg, Winter Verlag, 225 p., 2005[18]
- "Mythen der sexuellen Differenz/Mythes de la différence sexuelle". Übersetzungen — Überschreibungen — Übermalungen, sous la direction de Ortrun Niethammer, Heinz-Peter Preußer, Françoise Rétif, Winter Verlag, 252 p., 2007[19]
- "Elfriede Jelinek", sous la direction Françoise Rétif et Johann Sonnleitner, Würzburg, Königshausen und Neumann, 170 p., 2008[20]
- "Ilse Aichinger. Misstrauen als Engagement?", sous la direction de Ingeborg Rabenstein- Michel, Françoise Rétif, Erika Tunner, avec une postface de F. Rétif, Würzburg, Königshausen und Neumann, 201 p., 2009[21]
- "Pandora und die mythische Genealogie der Frau/Pandore et la généalogie mythique de la femme", sous la direction de Heinz-Peter Preußer, Françoise Rétif, Juliane Rytz, Winter Verlag, 302 p., 2012[22]
- "Le Masculin dans les œuvres d’écrivaines françaises. « Il faut beaucoup aimer les hommes »", Paris, Classiques Garnier, 280 p., 2016[23]
- "Le Tombeau de Marie-Louise. Suite pour quatre voix," Éditions Tarabuste, 2020.
- "Ingeborg Bachmann. Ce qui est vrai", Éditions Vandenhoeck & Ruprecht, 112 p., 2021.
- "Ingeborg Bachmann. Was wahr ist", Praesens Verlag, Wien, 146 p., 2022.
- "Exposition posthume", Editions Verone 2022.
- "Requiem pour une soeur", Editions Tarabuste, 2025